# Альфред Цех
Альфред Цех (нім. Alfred Zech; 12 жовтня 1932, Гольденау — 13 червня 2011, Гюккельгофен) — наймолодший кавалер Залізного хреста 2-го класу.

## Біографія
Член Юнгфольку. У 1945 році під час оборони Гольденау бачив, як 12 німецьких солдатів були поранені після вибуху осколкової гранати; всупереч заборонам матері, він викрав візок батька і на ньому вивіз 8 поранених солдатів під масовим ворожим вогнем, а потім повернувся, щоб врятувати інших чотирьох.
Згідно зі спогадами Цеха, через кілька днів на їхню сімейну ферму приїхав генерал, який запропонував хлопчикові приїхати в Берлін для зустрічі з фюрером. 20 квітня 1945 року на церемонії з нагоди дня народження фюрера він отримав з рук Гітлера Залізний хрест 2-го класу. На бенкеті Цеха запитали, чи хотів би він повернутися додому або продовжити службу, і Цех вибрав друге. Фотографії хлопчика потрапили в Buro Laux, агентство Міністерства закордонних справ Рейху, а пізніше через Pressens Bild потрапили в Associated Press.
Цех служив в німецькій частині, яка билася під Фройденталем. Він був поранений і потрапив у полон, в 1947 році був звільнений. Йому довелося пройти 400 км до рідного дому, де йому розповіли, що його батько вступив у фольксштурм і загинув в битві. Територія Верхньої Сілезії, де проживали батьки Цеха, після війни відійшла до Польщі і Цеху довелося вступити в Польську об'єднану робітничу партію, щоб потім отримати право на виїзд з країни. У 1964 році він виїхав до ФРН, де працював різноробочим.

## Сім'я
Був одружений, мав 10 дітей.

## Нагороди
- Залізний хрест 2-го класу (20 квітня 1945)
- Нагрудний знак «За поранення» в чорному